# عبدالله بن احمد نسفی
عبدالله بن احمد نسفی با کنیهٔ ابوالبرکات، همچنین شهرت‌یافته به حافظُ الدّین (؟ - ۱۳۱۰م) مفسر و فقیه حنفی فرارودی بود. از آثار او «مدارک التنزیل»، «کنز الدقائق»، «الوافی» و «کشف الأسرار».